# Морозов, Станислав Николаевич
Станислав Николаевич Морозов (12 февраля 1958 — 2 апреля 2007) — бывший командир 245-го гвардейского Гнёзненского Краснознамённого ордена Суворова мотострелкового полка 3-й гвардейской мотострелковой дивизии Московского военного округа, гвардии полковник.

## Биография
Родился 12 июня 1958 года в селе Ступишино Тяжинского района Кемеровской области. В 1975 году выпустился из Ступишинской средней школы. Поступил в Омское высшее общевойсковое командное училище, которое окончил в 1979 году.
Служил в мотострелковых частях, командовал взводом, ротой и батальоном. В 1980-х годах принимал участие в боевых действиях в Афганистане в должности советского военного советника при штабе афганской стрелковой дивизии. После возвращения из Афганистана окончил Военную Академию имени М. В. Фрунзе.
Продолжил службу начальником штаба, а затем — командиром мотострелкового полка в Группе советских войск в Германии (переименована в Западную группу войск). В 1993 году полк был выведен из Германии и дислоцирован в Московском военном округе.
С января по август 1995 года гвардии полковник Морозов во главе 245-го гвардейского мотострелкового полка участвовал в боевых действиях первой чеченской войны. Отличился в наступательных боях весны и лета 1995 года. Когда крупные силы дудаевцев предприняли внезапную попытку овладеть станцией Червленовская с находящимися на ней военными грузами и складами боеприпасов, бывший там во главе одной из групп полка полковник Морозов проявил распорядительность, хладнокровие и личное мужество. Приказав подчинённым занять оборону, он возглавил отражение атаки противника и последующую контратаку российских войск. Не ожидавшие отпора дудаевцы поспешно отступили. Под командованием гвардии полковника Морозова в составе группировки федеральных сил «Юг» мотострелки освобождали Толстой-Юрт, Комсомольское, Ханкалу, Пригородное, Старые Атаги, Ведено и Шатой.
За мужество и героизм, проявленные при выполнении специального задания, Указом Президента Российской Федерации от 12 сентября 1996 года гвардии полковнику Морозову Станиславу Николаевичу присвоено звание Героя Российской Федерации.
Продолжил службу в Российской армии. Служил в военном комиссариате Юго-Восточного административного округа Москвы. С 2002 года — заместитель военного комиссара Московской области. Жил в городе Краснознаменске Московской области.
Скоропостижно скончался 2 апреля 2007 года в своём рабочем кабинете от острой сердечной недостаточности. Похоронен на Аллее славы городского кладбища города Краснознаменска.

## Награды
Награждён орденами и медалями:
1. Медаль «За боевые заслуги» (17.02.1984)
2. Орден «Звезда» (государственная награда Демократической Республики Афганистан (02.02.1988)
3. Медаль «За боевые заслуги» (22.02.1988)
4. Медаль «Воину-интернационалисту от благодарного афганского народа» (государственная награда Демократической Республики Афганистан (15.05.1988)
5. Медаль «За безупречную службу» 2 степени (22.02.1991)
6. Орден «За службу Родине в Вооружённых Силах СССР» (20.05.1991)
7. Медаль «За отличие в воинской службе» 1 степени (22.03.1993)
8. Медаль Жукова (30.12.1995)
9. Орден Мужества (19.03.1996)
10. Медаль «За отличие в воинской службе» 1 степени (30.03.1996)
11. Медаль «Золотая Звезда» Героя Российской Федерации (12.06.1997)
12. Медаль «За ратную доблесть» (02.04.2003)

## Память
- В посёлке Новосмолинский Нижегородской области была открыта мемориальная доска С. Н. Морозову.
- 17 февраля 2021 года почтой России была выпущена почтовая марка из серии «Герой Российской Федерации» с изображением С. Н. Морозова. К выпуску марки также был подготовлен конверт первого дня и штемпель специального гашения для Москвы, Санкт-Петербурга и Кемерово.
- 14 июня 2022 года в Краснознаменске была открыта мемориальная доска на здании дома в котором жил С. Н. Морозов.